# متکستان
متکستان، یک آبادی از توابع بخش خرانق، شهرستان اردکان در استان یزد ایران است.

## جمعیت
این آبادی در دهستان کویرات قرار دارد و براساس سرشماری مرکز آمار ایران در سال ۱۳۹۵، خالی از سکنه دائم بوده‌است.